# 安京郡
安京郡，中国南北朝时设置的郡。
南朝梁武帝分宋寿郡置安京郡，属安州。治所在安京县（今广西壮族自治区钦州市北小董西）。南朝陈沿置，后来隋文帝开皇九年（589年）废除安京郡，属安州（宁越郡）。